# La Fortunjeros
La Fortunjeros, hrvatski novovalni i punk band iz Zagreba.
Osnovani su 1980. godine. Zoran Škrlin - Hrle bio je vodeći vokal, Saša Zalepugin ml. - Sale bio je gitarist i vokal, Mark Ostić gitarist, Boris Lončar Rajnglec vodeći vokal, Slobodan Žmikić - Žmix bubnjar, udaraljkaš i vokal i Marijan Podgorski - Mac basist, gitarist i vokal. Mark Ostić, Marijan Podgorski i Saša Zalepugin prije su svirali u Klinskoj pomori. Pod Jugotonovom etiketom objavili su 1982. jedan singl Ja / Zatvaram oči. Producirao ga je Zoran Cvetković - Zok. Mirko Ilić iz svog dizajnerskog Studija SLS (Sporo loše skupo) dizajnirao je omot, a fotografiju za naslovnu stranu singla napravio je Dražen Kalenić. Stihove, glazbu i aranžmane napravili su La Fortunjerosi. Skladba Zatvaram oči sa singlice našla se na Jugotonovom kompilacijskom albumu Vrući dani i vrele noći iz 1982. godine. 1982. godine nastupili su na koncertu u Studentskom centru ispred Francuskog paviljona, prije Boe, izvevši skladbe Bol, Zmajo, Zatvaram oči, Techno-Blackout, Ja, Sunčan dan, Tijelo mira, Andrija, Kad sanjam plačem. 1983. godine La Fortunjeros snimili su album koji nikad nije objavljen. Snimljen je proljeća 1983. u Lapidariju. Snimatelj je bio Vedran Božić. Saša Zalepugin ml. je bio gitarist i vokal u pjesmama 3,7,8, Marijan Podgorski basist i vokal u pjesmama 1,2,4,5,6,8, Slobodan Žmikić Žmix svirao je bubnjeve a bubnjevi Željko Dolenec Dač udaraljke i tomove. Skladbe na albumu bile su Groš (Podgorski/Zalepugin), Evropo (Podgorski), Techno Blackout (Zalepugin), Tijelo mira (Podgorski), Andrija (Podgorski), Dobar dio nas (Podgorski), Alisa (Zalepugin) i Bol (Zalepugin).

## Vanjske poveznice
- Discogs
- Stražarni lopov, YouTube LA FORTUNJEROS - SC, Zagreb 1982 (audio)
- Stražarni lopov, YouTube LA FORTUNJEROS - SC, Zagreb 1982 (video) - video snimka koncerta ispred Francuskog paviljona